# Serra da Copaoba
A serra da Copaoba é um contraforte serrano localizado a norte do planalto da Borborema, dentro dos limites do estado brasileiro da Paraíba. Copaoba era a antiga denominação indígena que se dava a todo o referido planalto, utilizada na época da ocupação do estado pelos colonizadores.

## Etimologia
Segundo o historiador Coriolano de Medeiros, a palavra copaoba é um termo da língua tupi que significa «aquele que se alonga». Outros, numa tradução livre, preferem «serra que não tem fim». Copaoba é também a variação da denominação copaíba, uma árvore da região da qual se extrai um óleo balsâmico que, segundo a tradição popular, tem propriedades terapêuticas.

## História

### Reduto franco-potiguara
Foi na Copaoba que na época da colonização da Paraíba, no século XVI, aconteceu uma sangrenta batalha dos índios potiguaras, nativos da região, contra os portugueses e os índios tabajaras do litoral sul paraibano. Os potiguaras eram aliados dos franceses, os quais contrabandeavam o «pau-de-tinta», como era então conhecido o pau-brasil, árvore comum em toda a região, com a anuência dos potiguaras.
Por esse motivo o capitão-mor da capitania da Paraíba, Feliciano Coelho de Carvalho, arregimentou seus soldados para combaterem a extração do pau-brasil pelos franceses na região da Copaoba. Entretanto, contra eles, sob a liderança dos caciques Pau-seco e Zorobabé, os índios potiguaras tentaram resistir às investidas dos invasores, porém foram rechaçados e tiveram que migrar para o Rio Grande do Norte.
Mais tarde, Zorobabé iria aliar-se aos portugueses.

### Inscrições rupestres
No município de Belém da Paraíba já foram encontrados três locais onde estão gravadas inscrições rupestres. Tais inscrições foram encontradas em 1598 por Feliciano Coelho de Carvalho e anos depois narradas por Ambrósio Fernandes Brandão no livro Diálogo das grandezas do Brasil, escrito em 1618, tornando este, portanto, o primeiro sítio arqueológico do Brasil.
Na referida obra Fernandes Brandão narra:
(...) a um homem amigo meu de credito ouvi afirmar que junto com outros mais, haver-se achado, nos tempos atrasados, na mesma serra, uma novidade e estranheza que me causou espanto. Relatou-me por cousa verdadeira que, andando Feliciano Coelho de Carvalho, capitão-mor que foi da dita capitania pela mesma serra, fazendo guerra ao gentio petiguar, aos 29 dias do mês de dezembro do ano de 1598, se achara junto a um rio chamado Arassoagipe (...) por ele abaixo toparão, nas suas fraldas, com uma cova, da banda do poente, composta de três pedras, que estavam conjuntas umas com outras, capaz de se poderem recolher dentro nela quinze homens; (...) e ali por toda a redondeza que fazia na face da pedra, se achavam umas molduras, que demonstrava, na sua composição, serem feitas artificialmente.

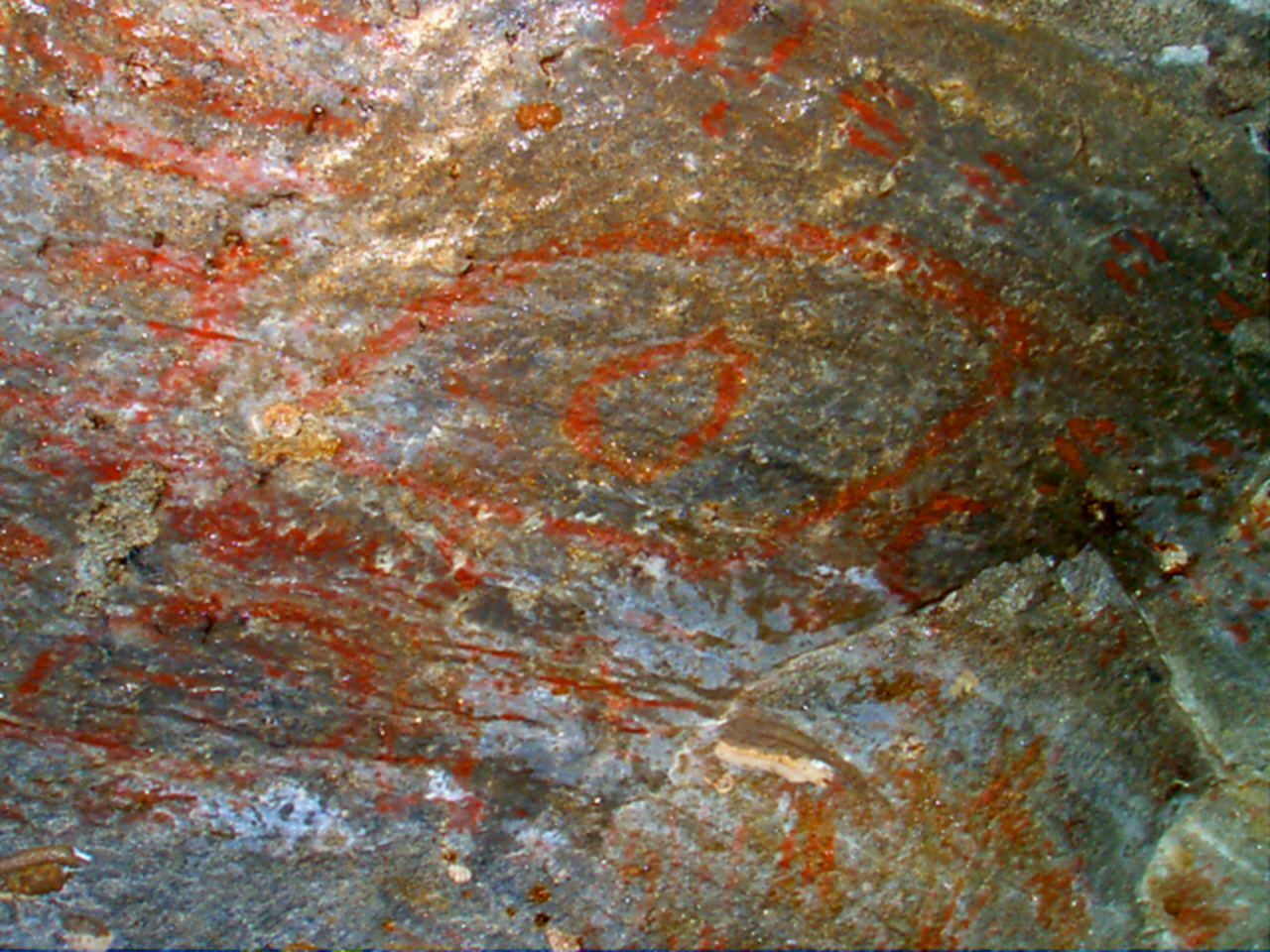
Pintura rupestre da Copaoba

Segundo pesquisadores, nessa região também foram encontradas as primeiras ocorrências na Paraíba de uma frondosa árvore chamada flamboyant, a qual foi trazida, possivelmente, por franceses que contrabandeavam o pau-brasil da região, visto que o flamboyant seria uma árvore típica das regiões sobre controle dos franceses na época.[carece de fontes?] 

## Geografia
Copaoba é como é denominada toda a região serrana que compreende os municípios de Belém, Serra da Raiz, Caiçara, Duas Estradas, entre outros municípios paraibanos limítrofes.